# Mönchwald (Gemeinde Königswiesen)
Mönchwald ist eine Ortschaft und ein Waldgebiet in der Marktgemeinde Königswiesen im Bezirk Freistadt, Oberösterreich.
Die Ortschaft ist Teil der Katastralgemeinde Mönchdorf und befindet sich südöstlich von Freistadt und am westlichen Rand des Weinsberger Waldes am Südhang des gleichnamigen Waldgebietes links des Tals der Großen Naarn. Die etwas nördlich von Mönchdorf liegende Streusiedlung besteht aus mehreren Einzellagen. Am 1. Jänner 2024 zählte die Ortschaft 84 Einwohner.